# Malte Jacobsson
Malte Ferdinand Jacobsson, född 3 april 1885 i Kristianstad, död 22 december 1966 i Göteborg, var en svensk politiker (socialdemokrat), professor i filosofi och pedagogik vid Göteborgs högskola och landshövding i Göteborgs och Bohus län 1934-1950. Under sin landshövdingetid arbetade han emot arbetslösheten inom stenindustrin, för fiskerinäringen och var under andra världskriget aktiv emot nazismen.

## Biografi
Malte Jacobsson avlade studentexamen i Kristianstad 1903. År 1906 blev han filosofie kandidat vid Lunds universitet, 1908 filosofie licentiat, 1910 filosofie doktor — med avhandlingen Pragmatismen särskilt i dess förhållande till kriticismen — och docent i teoretisk filosofi i Lund 1910-1912, under Hans Larsson. Hösten 1903 kom Jacobsson till Lund, "ensam och oerfaren". Men han träffade tre halländska studenter som förblev hans vänner under alla år i Lund: Albert Nilsson, Sigfrid Gunnäs och Ernst Wigforss.
Moderns önskan var att sonen skulle bli präst, varför han studerade bland annat hebreiska. "Det är ganska märkvärdigt att vad jag under två hela terminer försökte proppa i mig av hebreiska, det har fullständigt gått ur minnet. När jag långt senare under 50-talet kom till Israel, kunde jag inte ens förstå bokstäverna på gatuskyltarna". År 1912 flyttade han till Göteborg, där han hade fått befattningen som lärare i praktisk filosofi och pedagogik vid Kjellbergska högre lärarinneseminariet (1912-1926), "det var arbetsamma år." Han var tillförordnad professor i den nyupprättade professuren i filosofi och pedagogik vid Göteborgs högskola 1912-1920, och i filosofi från 1920 samt professor i teoretisk filosofi där 1920-1934.
Hans far hade inga egentliga intressen utanför sitt arbete. I politiskt avseende var han konservativ och "trodde blint på den konservativa Kristianstads Läns Tidning" Under Lundatiden hade Malte Jacobsson däremot varit med i D.Y.G., ett forum för Lundaradikalism; han var till och med dess ordförande. I hans livaktiga kamratkrets ingick förutom de tre hallänningarna också Fredrik Lagerroth och Östen Undén, som gifte sig med en syster till Jacobsson. Här var man livligt sysselsatt med livsåskådningsfrågor, frigörelsen från de kristna föreställningarna och med tidens sociala problem. Den blev avgörande för hans livsgärning. Han anslöt sig till Lunds arbetarkommun 1906. Jacobsson blev socialist, men marxismen attraherade honom inte.
Jacobsson blev 1919 ledamot av Göteborgs stadsfullmäktige och efter att socialdemokraterna fick majoritet i stadsfullmäktige 1922 blev han efter ett par år vice ordförande och dess ordförande 1927-1934. Han var också ordförande i Göteborgs stadskollegium 1932-1934. När Jacobsson kom in tillsammans med socialdemokraterna i stadsfullmäktige innebar det radikala förändringar i kommunalpolitiken. En ny syn på kommunens och statens utgifter kom att råda. Innan hade det politiska livet i staden dominerats av representanter för företagargrupper inom näringslivet. I regel hade dessa bromsat de offentliga utgifterna och istället befordrat donationer och dylikt. Det gamla politiska etablissemanget hade i regel en liberal åskådning och såg samhällsfrågorna ur patriarkalisk synvinkel. Jacobsson kom särskilt att ägna sig åt de kommunala budgetfrågorna och blev något av en auktoritet på detta område. För att popularisera kommunalpolitiken och göra medborgarna medvetna om hur kommunalskatterna användes skrev han 1929 Hur användas Göteborgs skattemedel, "Den blev väl mottagen både i Göteborg och på andra håll i landet." Under de ekonomiskt svåra åren 1932-1934 var han utan tvivel stadens starke man, något som markerades av att han var ordförande i både stadsfullmäktige och stadskollegiet. Hans ambition var att visa att även socialdemokraterna kunde vara lika goda hushållare med stadens medel som tidigare makthavare.
Jacobsson efterträdde Oscar von Sydow som landshövding i Göteborgs och Bohus län den 16 november 1934, efter förslag av Gustav Möller.
| ”                        | När jag tillträdde chefskapet för Göteborgs och Bohus län, hade länet en kritisk tid. Arbetslösheten i stora delar av Bohuslän var stor. Stenindustrin var i ett rent nödläge. De kommuner där stenindustrien spelade en roll hade stora finansiella svårigheter. Fiskarna hade det svårt. Avsättningen av fisk var relativt liten. Distributionen ut i landet var inte organiserad ordentligt, och djupfrysning av fisk hade ännu inte kommit i gång. Jordbruket hade sina problem med de många alltför små brukningsdelarna. | „ |
| – Jacobsson 1964, s. 126 | |   |

1950 gick Malte Jacobsson i pension, och då återupptog han livåskådningsfrågorna och de moraliska problem som i ungdomen hade intresserat honom. 1964 utgav han sina memoarer Minnesbilder, två år före sin död. Sitt lantställe hade han på Lövön i Bohuslän.

## Övriga uppdrag
Ordförande i styrelsen för Svenska Skeppshypotekskassan 1935-57, i styrelsen för Brand och Livförsäkrings AB Svea 1936-54 och i styrelsen för Rederi AB Transatlantic 1936-39. Ordförande i sakkunnigkommittén för utredning om statligt brännoljemonopol 1935, i Atomkommittén 1945-58, i styrelsen för AB Atomenergi 1947-56 och i Svenska Vägföreningen 1947-57. Ledamot av europeiska rådet av regeringsrepresentanter för planering av det internationella kärnforskningsinstitutet 1952. Sakkunnig vid tillsättningen av professuren i praktisk filosofi i Lund 1929, samt representerade Göteborgs högskola vid Kantjubileet i Königsberg 1924. Av Kungl. Maj:t förordnad ordförande i styrelsen för Göteborgs högskola 1935-50, i styrelsen för Handelshögskolan i Göteborg 1935-50, i styrelsen för Socialinstitutet i Göteborg 1944-58 och i Göteborgs och Bohus läns länsarbetsnämnd 1946-50. Av länsstyrelsen förordnad ordförande i styrelsen för Wilhelm och Martina Lundgrens vetenskapsfond 1943-54, ordförande i styrelsen för Chalmers tekniska institut respektive högskola 1934-39 och av Kungl. Maj:t utsedd preses i samma styrelse liksom i styrelsen för Göteborgs tekniska gymnasium 1939-50. Ordförande i styrelsen för Oceanografiska institutet i Göteborg 1938-50 och i styrelsen för Statens skeppsprovningsanstalt i Göteborg 1940-50. Ordförande i Göteborgs och Bohus läns hushållningssällskap från 1934, i Svenska Hydrografisk-Biologiska Kommissionen från 1935, i västsvenska kretsen av Föreningen Norden från 1935, i Göteborgs och Bohus läns turisttrafikförening 1936-50, i styrelsen för Göteborgs och Bohus läns fornminnesförening från 1936, i stiftelsen Svenska Mässan 1944-50 och i styrelsen för Svenska Sällskapet för Räddning af Skeppsbrutne från 1950. Vice ordförande i Svenska stadsförbundets finansråd 1928-37. Ledamot av stadsfullmäktige 21 mars 1919 till 15 november 1934, varav som andre vice ordförande 1925-26 och ordförande 1927 till 15 november 1934, av folkskolestyrelsen 1921-34, varav som vice ordförande 1931-34, av drätselkammarens första avdelning 1923-32, av styrelsen för Göteborgs museum 1923-56, varav som ordförande 1935-56, av styrelsen för Göteborgs arbetarinstitut 1923-31, av styrelsen för Broströmska donationen för sjöfartsmuseum 1924-33, varav som vice ordförande 1930-33, av styrelsen för friluftsskolan på Sommarro och Mossbergska donationens penningmedel 1925, av fattigvårdsstyrelsen 1925-34, varav som vice ordförande 1931-34, av styrelsen för uppfostringsanstalten för sinnesslöa barn på Stretered 1925-29, av styrelsen för apotekare Fredrik Mossbergs donation 1925-50, hela tiden som ordförande, av polisnämnden 1928-34, hela tiden som ordförande, av stadskollegiet 1932-34, hela tiden som ordförande, och av Styrelsen för Botaniska trädgården 1951-56, hela tiden som ordförande. Hedersordförande i Göteborgs och Bohus läns skytteförbund samt jaktsällskap, med flera uppdrag.
Elektor vid val till riksdagens första kammare 1921-37, revisor för Göteborgs handelsinstitut 1921-22 och för Göteborgs stadsbibliotek 1922.

## Utmärkelser
Invald i Kungliga Vetenskaps- och Vitterhetssamhället i Göteborg 1927, ledamot av Lantbruksakademien 1947. Hedersledamot av Göteborgs nation i Lund 1935, av Kristianstads nation i Lund 1936 och av Göteborgs nation i Uppsala 1934. Jubeldoktor i Lund 1960.
Jacobsson mottog det första exemplaret av Göteborgs stads förtjänsttecken den 4 juni 1948.

## Familj

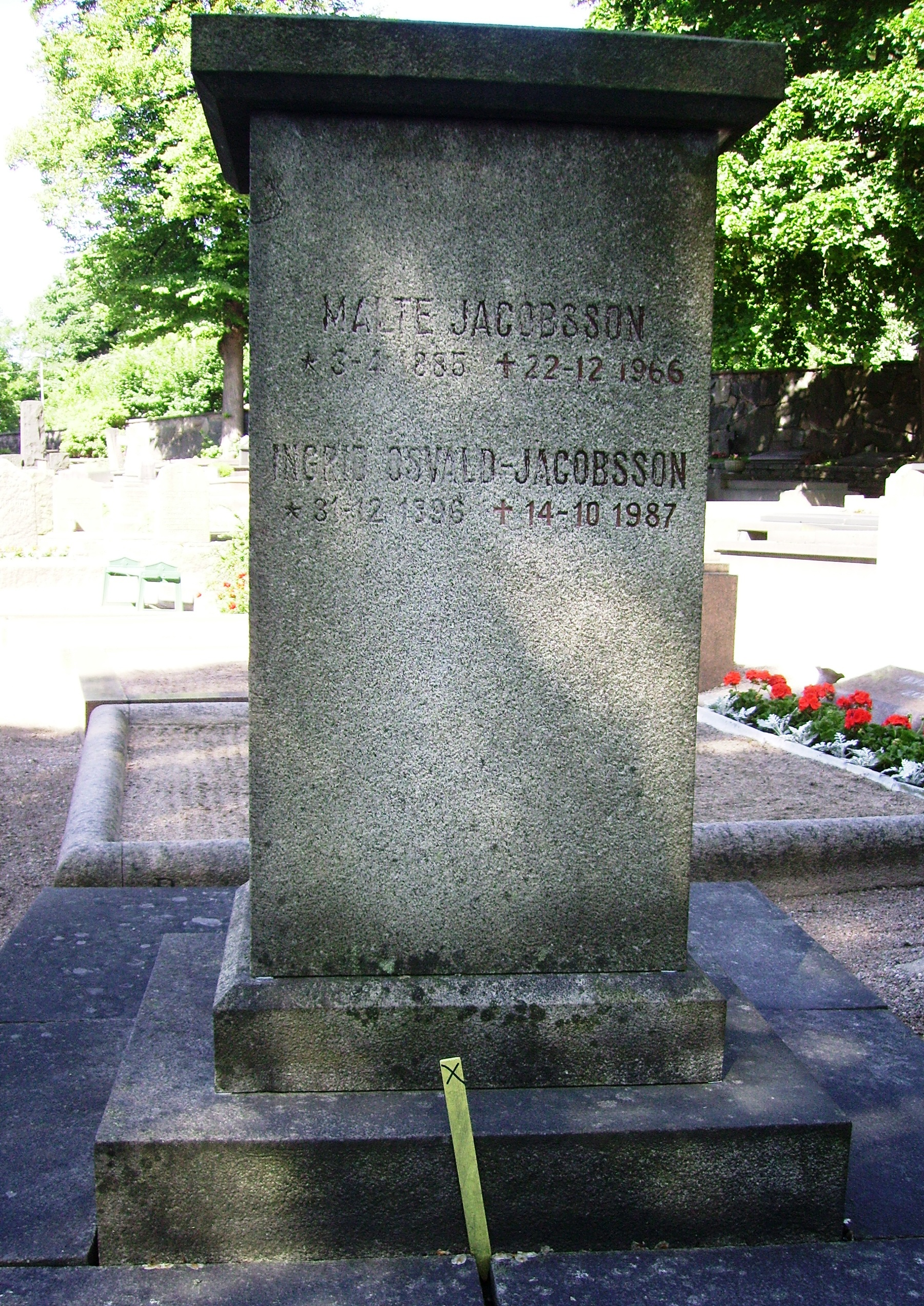
Malte Jacobssons gravvård

Föräldrar var hovrättsexpeditionsvakten Nils Jacobsson och Anna Jacobsson, född Persson. Båda tillhörde Evangeliska Fosterlandsstiftelsen. Malte Jacobsson hade livligare förbindelser med sin mors släkt än med sin fars. Morfar hade som gesäll vandrat omkring i norra Tyskland. "Han hade ett livligt lynne, var trevlig i umgänget och hade stor lust för läsning och skrivning. Morfar och mormor hade varit med om enskiftet och utflyttningen från byn i Önnestad till sina nya ägor. Malte Jacobssons mor var något över 30 år innan hon gifte sig och lämnade hemmet. 
Malte Jacobsson gifte sig första gången den 7 juli 1912 med den i Wien födda filosofie doktorn Emma Charlotte Stiasny (1883-1977). Hon var judinna och dotter till Kommerzialrat Franz Clemens Stiasny och Anna Stiasny, född Karplus. Äktenskapet upplöstes 1950.

Andra gången gifte han sig den 4 juli 1951 med byråchefen, tidigare folkpartistiska riksdagsledamoten Ingrid Maria, född Osvald (1896-1987).
Malte Jacobsson gravsattes den 12 maj 1967 på Örgryte gamla kyrkogård.